# Solens mat
Solens mat var ett svenskt matprogram som visades i Sveriges Television där programledaren Bo Hagström reste runt i Italien tillsammans med fotografen Per-Anders Rudelius. Programmet gjordes i åtta säsonger mellan 2002 och 2009.